# Саван (регион)
Саван (на френски: Savanes) е един от 5-те региона на Того. Разположен е в северната част на страната и граничи с Гана, Бенин и Буркина Фасо. Столицата на региона е град Дапаонг. Друг важен град е град Манго. Площта на региона е 8602 км². Населението, според данните от 2006, е около 660 000 души. Регион Саван е разделен на 4 префектури.